# Borsa di Copenaghen

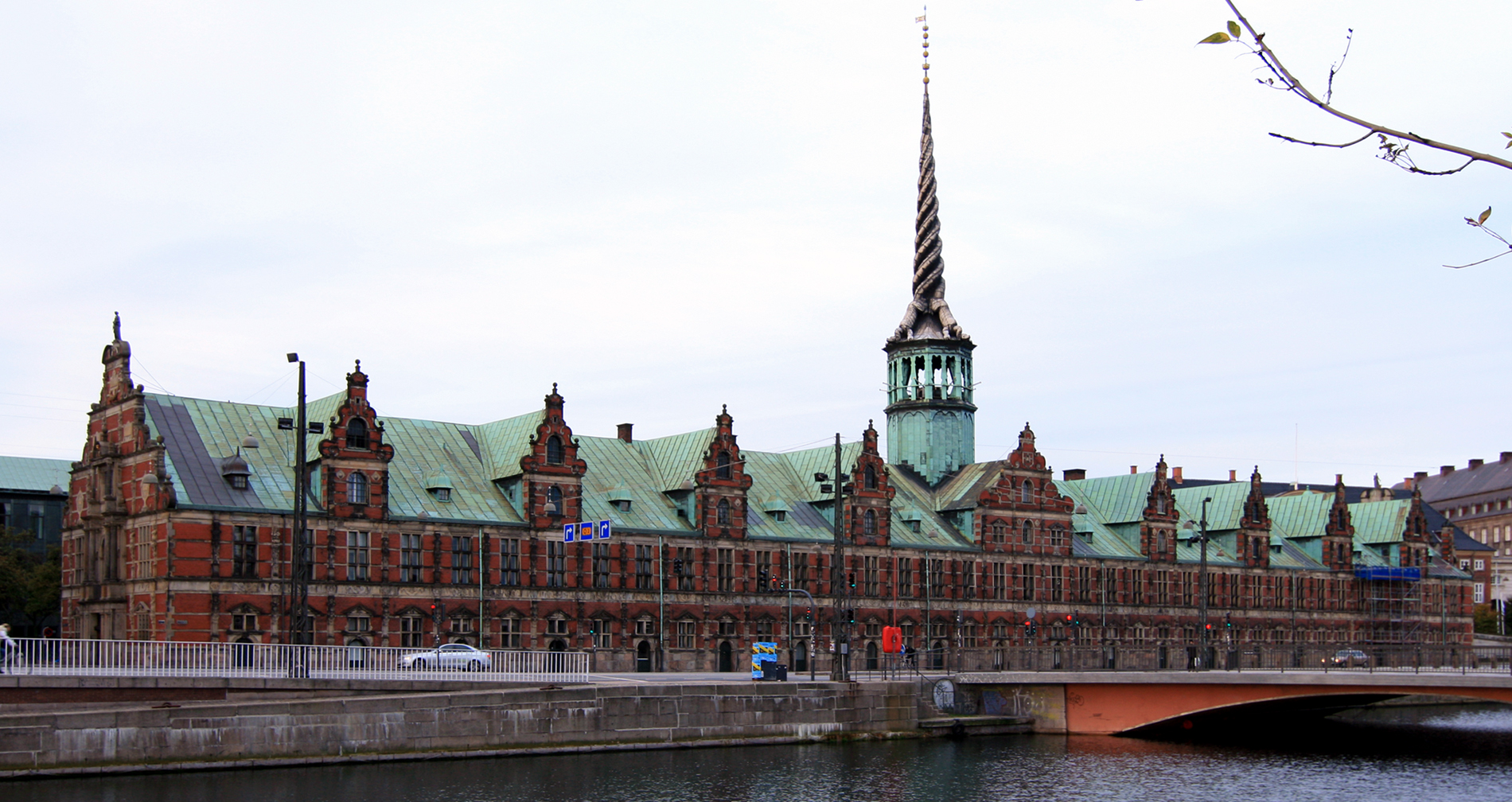
L'edificio storico della Borsa di Copenaghen, in uso fino al 1974, Oggi sede del quartier generale della Camera di commercio danese.

La Borsa di Copenaghen o Copenhagen Stock Exchange (CSE) (in danese Københavns Fondsbørs) è la borsa valori danese, con sede a Copenaghen.

## Storia
Fondata nel 1625, fa parte del gruppo Nasdaq Nordic. Il 16 Aprile del 2024 un forte incendio devasta gran parte dell'edificio Børsen provocando il crollo della guglia.

## OMX Copenhagen 25

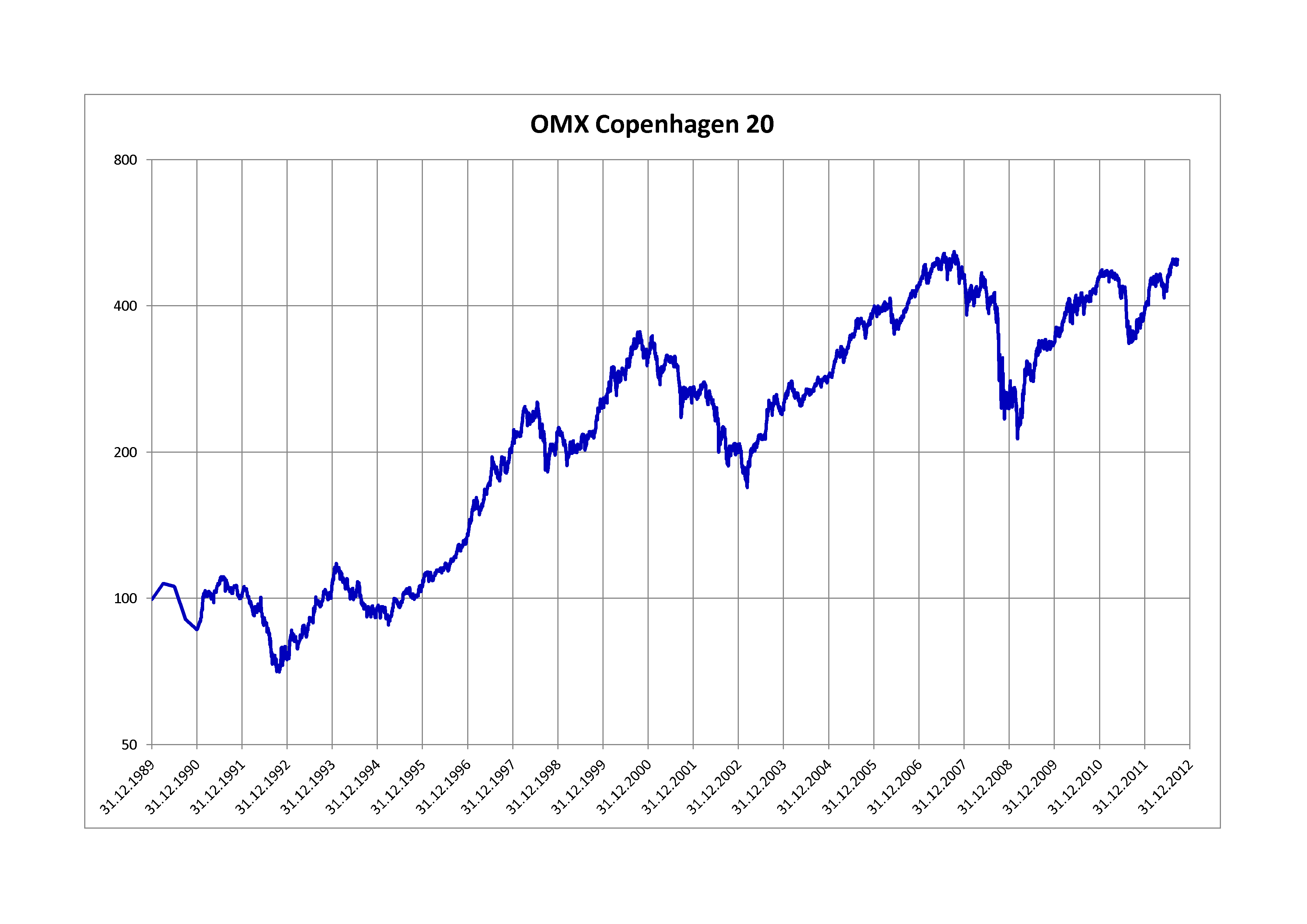
Indice OMX Copenhagen 20 nel periodo 1989 - 2012

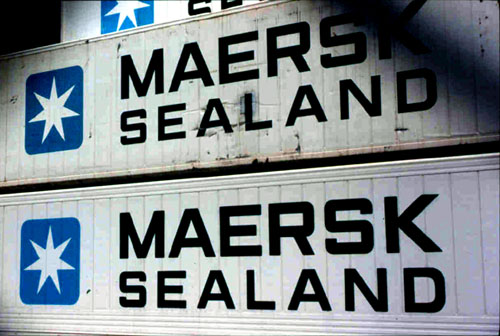
Containerizzazione A. P. Møller-Mærsk's Sealand 40'.

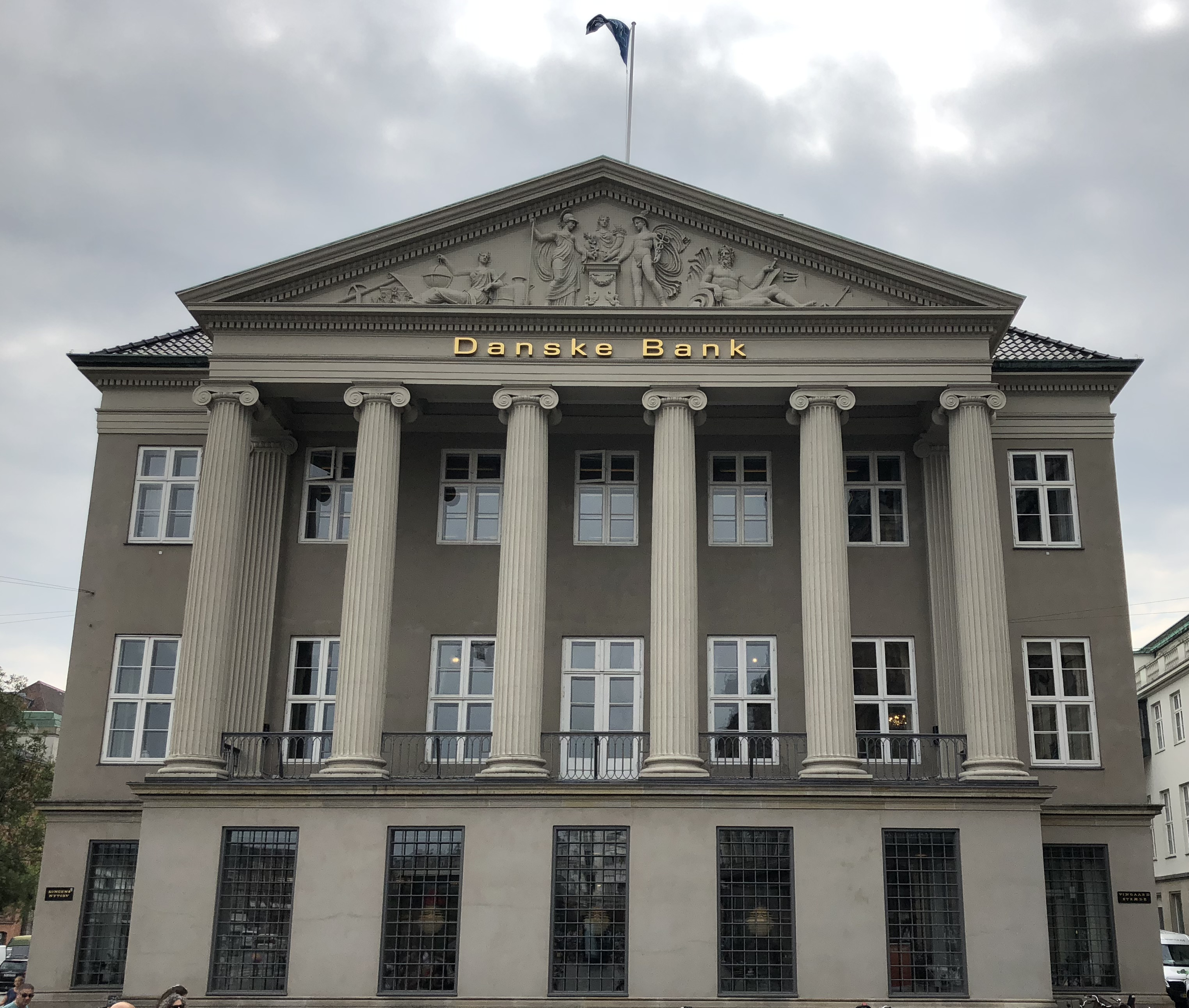
La sede centrale di Banca danese a Copenaghen.

Le seguenti aziende fanno parte del listino OMX Copenhagen 25 dal 1 Gennaio 2020:
| Azienda                     | Dividend Yield | GICS Settore                                                                | Ticker symbol |
| --------------------------- | -------------- | --------------------------------------------------------------------------- | ------------- |
| Ambu                        | ?              | Apparecchiature sanitarie                                                   | AMBU B        |
| A.P. Møller-Mærsk (class A) | 3.8            | marittimo                                                                   | MAERSK A      |
| A.P. Møller-Mærsk (class B) | 3.8            | marittimo                                                                   | MAERSK B      |
| Carlsberg Group             | 1.7            | bevande                                                                     | CARL B        |
| Chr. Hansen                 | 2.7            | specialità chimiche                                                         | CHR           |
| Coloplast                   | 2.4            | prodotti per la cura della salute                                           | COLO B        |
| Danske Bank                 | 3.1            | banche diversificati                                                        | DANSKE        |
| Demant                      | ?              | Apparecchiature di assistenza sanitaria                                     | DEMANT        |
| DSV                         | 0.6            | Autotrasporti                                                               | DSV           |
| FLSmidth & Co.              | 4.1            | Edilizia e ingegneria                                                       | FLS           |
| Genmab                      | 0.0            | Biotecnologia                                                               | GEN           |
| GN Store Nord               | 0.4            | Apparecchiature di assistenza sanitaria                                     | GN            |
| ISS                         | 2.4            | Servizi di gestione impianti                                                | ISS           |
| Jyske Bank A/S              | 0.0            | banche diversificati                                                        | JYSK          |
| Lundbeck                    | ?              | Farmaceutica                                                                | LUN           |
| Novo Nordisk                | 1.6            | Farmaceutica                                                                | NOVO B        |
| Novozymes                   | 1.6            | specialità chimiche                                                         | NZYM B        |
| Ørsted                      | ?              | Energia                                                                     | ORSTED        |
| Pandora A/S                 | 1.0            | Abbigliamento, accessori e beni di lusso                                    | PNDORA        |
| ROCKWOOL                    | ?              | Materiali da costruzione                                                    | ROCK B        |
| Royal Unibrew               | ?              | Bevande                                                                     | RBREW         |
| SimCorp                     | ?              | Tecnologico                                                                 | SIM           |
| Topdanmark                  | ?              | Assicurazioni                                                               | TOP           |
| Tryg                        | 77.1           | assicurazione                                                               | TRYG          |
| Vestas Wind Systems         | 1.0            | apparecchiature elettriche pesanti, macchinari industriali, turbine eoliche | VWS           |